# Коледж «Квантум»
Коледж «Квантум» (англ. Quantum College, вірм. «Քվանտ» վարժարան) — приватний міжнародний коледж, розташований у м. Єреван. У коледжі навчаються приблизно 800 учнів від першого до дванадцятого класу, більшість яких є дітьми громадян Вірменії. Коледж є першою у Республіці Вірменія приватною школою та першою у Вірменії міжнародною школою, яка запропонувала своїм учням освітню програму міжнародного бакалаврату.

## Історія
У 1989 році у Середній загальноосвітній школі № 74 Єревана зусиллями адміністрації школи та викладачів Єреванського державного університету було створено навчально-науковий кооператив і підготовчі курси, які розпочали підготовку старшокласників до вступу у вищі навчальні заклади.
На базі кооперативу та школи № 74 у 1991 р. було створено перший у Вірменії приватний коледж, у якому були лише 9-тий та 10-тий класи. Першим директором став ініціатор створення і співзасновник коледжу Роберт Варданян. 6 березня 1992 року коледж отримав патент № 001 Міністерства освіти Республіки Вірменія. У 1991-1992 навчальному році 21 випускників отримали свідоцтво про повну середню освіту державного зразка, 19 з яких були прийняті на навчання до державних університетів за державним замовленням.
У 1993 у коледжі було відкрито 8-ий клас. 
На підставі урядового законопроєкту, починаючи з 1993-го, випускники коледжу отримали право вступати на фізико-математичні факультети вищих навчальних закладів Вірменії за результатами співбесіди без складання вступних іспитів.
З 1994 по 1999 у коледжі поступово були відкриті 7-ий, 6-ий та 5-ий класи. Учні коледжу беруть активну участь у регіональних, міських, республіканських та міжнародних учнівських олімпіадах.
Як і у всіх школах радянської пори, у коледжі викладають початкову військову підготовку і по завершенні 9-го класу усі юнаки повинні були проходити практичні заняття у літніх військових таборах. Починаючи з 1999, учні коледжу отримали можливість проходити навчання під час літніх канікул у військовому студентському таборі Єреванського державного університету.
У 2002 коледж отримав Гран-прі від муніципалітету Єревану за те, що його учні п'ятий раз поспіль вигравали міські шкільні олімпіади. Серед 20-ти кращих учнів, які захищали честь Республіки Вірменія на міжнародних шкільних олімпіадах, десять представляли «Квантум». З нагоди святкування 10-річчя коледжу його керівник Роберт Варданян був нагороджений вищою нагородою Єреванського державного університету — золотою медаллю.
6 квітня 2002 Рада з підтримки розвитку інформаційних технологій під керівництвом Маргаряна затвердила освітню програму «Араґац» з навчання інформаційних технологій та інформатики в державних школах Республіки Вірменія, розроблену фахівцями коледжу «Квантум». 
Влітку 2006 за підтримки Фонду «Enterprise Incubator» організовано літній табір «Квантум-2006», під час якого проводяться заняття літньої школи інформатики. Табір відвідали учні з Росії, Грузії, Лівану та з Арцаха. Метою програми було сприяння використанню інформаційних технологій в освіті.
У березні 2007 Неліда Антуана Бараґано, голова регіонального офісу Організації Міжнародної бакалаврату, відвідала коледж. Ознайомившись з навчальним досвідом коледжу, вона запропонувала залучити коледж до їх програми.
У 2008 році Хайк Сарибекян завоював бронзову медаль на Міжнародній олімпіаді з астрономії та у віці 15 років був оголошений переможцем 5-го конкурсу «Панвірменські програми програмістів до 30 років». У 2009 році Хайк Сарибекян отримав сертифікат Міжнародної олімпіади з математики, а також срібну медаль  Міжнародної олімпіади з інформатики. Найкращий випускник коледжу Ваха Мусоян визнаний найкращим студентом Стенфордського університету.
14 квітня 2011 коледж успішно завершив впровадження і акредитацію освітньої програми «IB World School» (укр. «Світової школи міжнародного бакалаврату») — «IB Diploma Programme» (укр. Програми для здобуття диплома — програми повної загальної середньої освіти, орієнтованої на учнів старших класів — 11, 12 класи) власником та розробником цієї програми, некомерційним освітнім фондом «International Baccalaureate®».
Учні і випускники коледжу завойовують медалі та призи міжнародних олімпіад, стипендії на навчання у найбільш престижних навчальних закладах світу. Три випускники коледжу зараховані до кращих навчальних закладів США. Випускники, які отримали перші дипломи міжнародного бакалаврату, отримують запрошення на навчання до кращих університетів та коледжів США. У 2015 коледж відвідав всесвітньо відомий  космонавт Базз Олдрін.
13 січня 2016 св. Ігумен монастиря Шоґакат, Його Святість Т. Архімандрит Ігнатій Малхасян проводить церемонію освячення нової будівлі Коледжу «Квантум». З нагоди 25-річчя, 23 листопада коледж відвідав президент республіки Вірменія Серж Саргсян у супроводі міністра освіти і науки. Ознайомившись із станом справ та освітнім процесом, дав завдання міністру поширювати усі позитивні аспекти освітньої програми міжнародного бакалаврату та набутого у коледжі практичного досвіду на освітні процеси у Республіці Арменія.
22 травня 2019 міністр освіти і науки РА Араїк Арутюнян прийняв представників відділення Міжнародного офісу бакалаврату в Африці, Близькому Сході та Європі Ведрана Павлетіч та Джона Ґаліґана. На зустрічі також були присутні представники трьох міжнародних вірменських шкіл, які пропонують своїм учням освітні програми міжнародного бакалаврату — Коледжу «Квантум», UWC Dilijan та Ліцею Ширакаці.

## Освітні програми
У коледжі навчаються учні від 1-го до 12-го класів:
- початкові: 1 — 4;
- середні: 5 — 9;
- старші: 10 — 12.

Учні початкових та середніх класів навчаються за освітніми програмами, затвердженими Міністерством освіти та науки Республіка Вірменія, узгодженими із програмами міжнародного бакалаврату. Учні старших класів навчаються:
- у 10-му класі за державною програмою вірменських шкіл, максимально узгодженою із підготовчою програмою міжнародного бакалаврату (англ. Pre-IB).
- у 11-12 класах за програмою для здобуття диплому міжнародного бакалаврату (англ. Diploma Programme).

Випускники коледжу отримують свідоцтво про повну загальну середню освіту державного зразка та диплом міжнародного бакалаврату. Видача свідоцтв про базову середню освіту та атестатів про повну загальну середню освіту державного зразка здійснюється із врахуванням підсумкових балів, отриманих за основними програмами міжнародного бакалаврату, та балів із визначених складової навчального плану державних середніх шкіл Республіки Вірменія.
Дипломи про повну середню освіту міжнародного бакалаврату (англ. The IB diploma) надають можливість здобувати вищу освіту та приймаються і визнаються більше, ніж 2 337 університетами у 90 державах світу.